# Gospodarka samoobsługowa
Gospodarka samoobsługowa (ang. self-service economy) - określenie gospodarki cechującej się znaczną i rosnącą częścią wydatków gospodarstw domowych na dobra trwałe zwiększające samodzielność konsumentów.
W koncepcji tej zakłada się, że w społeczeństwach przemysłowych ludzie coraz częściej nabywają narzędzia i sprzęt mechaniczny umożliwiające wykonywanie niektórych usług w domu zamiast kupowania ich na rynku. Proces ten jest powiązany z postępem technicznym, dzięki któremu maszyny i urządzenia stają się coraz tańsze i prostsze w obsłudze. Przyjmuje się, że kształtowanie się gospodarki samoobsługowej stymulują też rosnące koszty siły roboczej.